# Запсонська сільська рада
| Запсонська сільська рада — колишній орган місцевого самоврядування у Берегівському районі Закарпатської області з адміністративним центром у с. Запсонь. Сільській раді були підпорядковані населені пункти: - с. Запсонь |

## Склад ради
Рада складалася з 16 депутатів та голови.

## Керівний склад сільської ради
| ПІБ                      | Основні відомості                                                                             | Дата обрання | Дата звільнення |
| ------------------------ | --------------------------------------------------------------------------------------------- | ------------ | --------------- |
| Бочкай Василь Васильович | Сільський голова, 1958 року народження, освіта, член Всеукраїнського об'єднання 'Батьківщина' | 26.03.2006   | 31.10.2010      |
| Бочкай Василь Васильович | Сільський голова, 1958 року народження, освіта середня спеціальна, безпартійний               | 31.10.2010   |                 |

Примітка: таблиця складена за даними джерела